# Stara Kiszewa
Stara Kiszewa (Alt Kischau fino al 1920 e dal 1939 al 1945) è un comune rurale polacco del distretto di Kościerzyna, nel voivodato della Pomerania.
Ricopre una superficie di 213,1 km² e nel 2004 contava 6 229 abitanti.